# Eugen Feistmann
Eugen Feistmann (* 12. Februar 1859 in Offenbach am Main; † 20. September 1920 ebenda) war ein hessischer Politiker (DDP) und Abgeordneter des Landtags des Volksstaates Hessen in der Weimarer Republik.

## Familie und Beruf
Eugen Feistmann, der jüdischen Glaubens war, war der Sohn des Handschuhfabrikanten Joseph Feistmann und dessen Frau Friederike, geborene Pohl. Er war mit Anna, geborene Becker verheiratet. 
Eugen Feistmann arbeitete als Lederfabrikant in Offenbach. Ab 1901 war er auch Handelsrichter.

## Politik
Eugen Feistmann gehörte dem Landtag von 1919 bis 1920 an. Sein Nachfolger im Landtag wurde Heinrich Sames.